# 新影联
北京新影联影业有限责任公司，简称新影联，是中国北京的一家电影公司，隶属于北京演艺集团，主要业务为院线发行，但也涉足影院投资、制片和票务。它是中国首个股份制省级电影发行、放映企业。

## 历史
公司成立于1996年2月8日，由北京市电影公司（最大股东）、中国电影股份以及十几家家国资影院出资成立。